# レイモンド・コロネル
レイモンド・コロネル（Raymond Coronel、1962年3月25日 ‐ ）は、オランダのレーシングドライバー。

## 経歴
1980年代後半からレース活動を開始し、FIAツーリングカーワールドカップにマツダ・929(日本名マツダ・ルーチェ)で参戦し、翌年は、ヨーロッパツーリングカー選手権に929で参戦した。以降もツーリングカー選手権に引き続き参戦し、1994年はドイツ・スーパーツーリング選手権(STWカップ)にBMSスクーデリア・イタリアから参戦｡チームメイトのイヴァン・カペリとミハエル・バルテルスと共に日産・プリメーラをドライブした。翌年は以降はレース活動を一時休止していたが、2001年から母国のオランダツーリングカー選手権にフォルクスワーゲン・ゴルフで参戦した。
その後はツーリングカーには参戦せずにスポーツカーレースに転向し、2009年からFIA GT選手権などに参戦した。またバルセロナ24時間レースにも参戦し、2010年にクラス2位を獲得し翌年は総合3位を獲得した。

## レース戦績

### ドイツ・スーパーツーリング選手権
| 年     | チーム                             | 使用車両         | 1   | 2   | 3   | 4      | 5   | 6   | 7   | 8   | 順位 | ポイント |
| ------ | ---------------------------------- | ---------------- | --- | --- | --- | ------ | --- | --- | --- | --- | ---- | -------- |
| 1994年 | カストロール・ニッサン・レーシング | 日産・プリメーラ | AVU | WUN | ZOL | ZAN 13 | ÖST | SAL | SPA | NÜR | 27位 | 0        |